# 로지 크레인
로지 크레인(Rozzi Crane, 1991년 5월 2일 ~ )은 미국의 싱어송라이터이다.
마룬 5 보컬리스트 애덤 리바인의 222 레코드 소속 가수이다.

## 생애
1991년에 미국에서 태어났다.
마룬 5의 Overexposed Tour와 Maroon 5 World Tour 2015에서 오프닝 공연을 하였다.
2015년 새 음반이 발매되었다.

## 음반 목록

### 정규 음반
- Bad Together (2018)

### EP
- Space (2015)
- Time (2015)